# Igaraí
Igaraí é um distrito do município brasileiro de Mococa, que integra a Região Metropolitana de Ribeirão Preto, no interior do estado de São Paulo.

## História

### Origem
Conta-se que por volta de 1856 um fazendeiro da região teria doado 60 alqueires de sua propriedade e também recursos para a construção de uma capela. Ao redor dessa capela o povoado foi crescendo e recebeu o nome de Nossa Senhora da Luz das Canoas, em homenagem ao rio Canoas que fica próximo ao distrito.

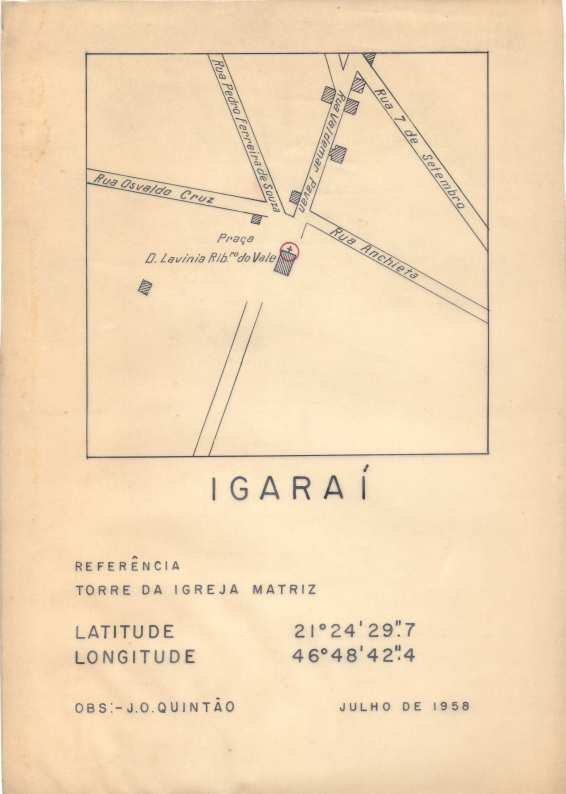
Croqui da área urbana original.

### Toponímia
O nome Igaraí provem de uma palavra de origem indígena tupi-guarani (igara) que significa canoa pequena.

### Formação administrativa
- Distrito criado pela Lei nº 918 de 03/08/1904, com sede no povoado de Nossa Senhora da Luz das Canoas, município de Mococa, com a denominação de Igaraí[5].
- Distrito policial criado em 21/02/1907[6].
- Pela Lei nº 2.694 de 03/11/1936, que aprovou o convênio de 28 de setembro de 1936 entre os estados de São Paulo e Minas Gerais, foi incorporado o território compreendido entre o espigão do Córrego Capituva e o do Ribeirão Igaraí, que pertencia ao estado de Minas Gerais[7].

## Geografia

### Demografia

#### População urbana
| Crescimento população urbana | Crescimento população urbana | Crescimento população urbana | Crescimento população urbana |
| Censo                        | Pop.                         |                              | %±                           |
| ---------------------------- | ---------------------------- | ---------------------------- | ---------------------------- |
| 1934                         | 431                          |                              |                              |
| 1940                         | 511                          |                              | 18,6%                        |
| 1950                         | 576                          |                              | 12,7%                        |
| 1960                         | 780                          |                              | 35,4%                        |
| 1970                         | 1 145                        |                              | 46,8%                        |
| 1980                         | 1 756                        |                              | 53,4%                        |
| 1991                         | 1 921                        |                              | 9,4%                         |
| 2000                         | 2 031                        |                              | 5,7%                         |
| 2010                         | 2 119                        |                              | 4,3%                         |
| Fonte: IBGE e Fundação SEADE |                              |                              |                              |

#### População total
Pelo Censo 2010 (IBGE) a população total do distrito era de 2 549 habitantes.

### Área territorial
A área territorial do distrito é de 68,149 km².

### Rodovias
O distrito possui acesso à Rodovia Deputado Eduardo Vicente Nasser (SP-350) e a cidade de Mococa através de estrada vicinal.

## Serviços públicos

### Administração
A administração do distrito é feita pela Subprefeitura de Igaraí.

### Registro civil
Atualmente é feito no próprio distrito, pois o Cartório de Registro Civil das Pessoas Naturais ainda continua ativo.

### Saneamento
O serviço de abastecimento de água é feito pela Companhia de Saneamento Básico do Estado de São Paulo (SABESP).

### Energia
A responsável pelo abastecimento de energia elétrica é a CPFL Santa Cruz (antiga CPFL Mococa), distribuidora do grupo CPFL Energia.

### Telecomunicações
O distrito era atendido pela Telecomunicações de São Paulo (TELESP), que inaugurou a central telefônica utilizada até os dias atuais. Em 1998 esta empresa foi vendida para a Telefônica, que em 2012 adotou a marca Vivo para suas operações.

## Religião

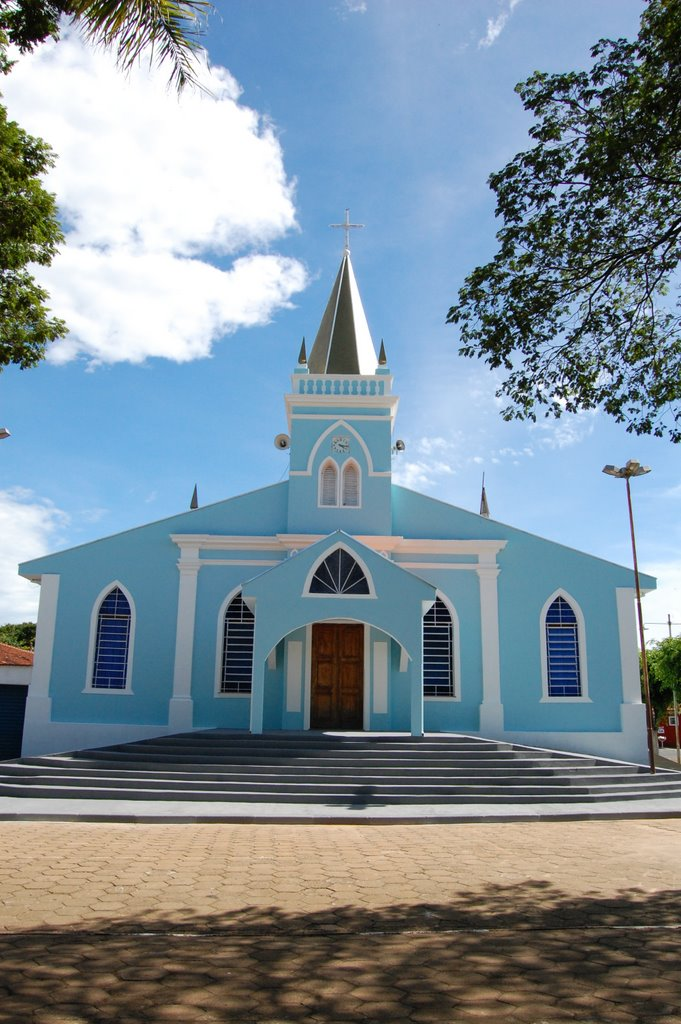
Igreja.

O Cristianismo se faz presente no distrito da seguinte forma:

### Igreja Católica
- A igreja faz parte da Diocese de São João da Boa Vista[19].

### Igrejas Evangélicas
- Assembleia de Deus - O distrito possui congregação da Assembleia de Deus Ministério de São Bernardo do Campo.
- Congregação Cristã no Brasil[20].
- Igreja Adventista do Sétimo Dia.